# Maniraptora

De handen van Deinonychus (links) en Archaeopteryx (rechts) met het voor de groep kenmerkende vermogen de hand tegen het lichaam aan in te klappen; volgens sommigen een overblijfsel van de vleugels van hun gemeenschappelijke vliegende voorouder, volgens de meesten een aanpassing aan een aanvalstactiek met de klauwen

De Maniraptora (de "Handrovers") vormen een onderverdeling van de Maniraptoriformes, een groep uit de Theropoda, vleesetende dinosauriërs.
De naam werd in 1986 bedacht door Gauthier voor de klade bestaande uit de vogels en alle andere Coelurosauria die nauwer verwant waren aan de vogels dan aan de Ornithomimidae. In 1997 wees Alan Jack Charig erop dat de naam eigenlijk Manuraptora had moeten luiden maar is in die schrijfwijze door niemand gevolgd. Holtz, door een gebrekkige kladistische analyse incorrect aannemend dat deze groep slechts uit de Dromaeosauridae en vogels bestond, probeerde in 1994 de mooie en al vrij sterk ingeburgerde naam een nieuwe functie te geven met een definitie die gebaseerd was op een apomorfie en verwees naar de etymologie: de eerste theropode die deze drie kenmerken bezat: een halfmaanvormig os carpi, een dun derde middenhandsbeentje en een gebogen ellepijp. Holtz en Padian, achteraf inziende dat dit een weinig bruikbaar concept was, kwamen in 1995 toch met de nauwe definitie: de groep bestaande uit de laatste gemeenschappelijke voorouder van Dromaeosaurus en Neornithes en al zijn afstammelingen. Paul Sereno kwam in 1998 met een ruimere definitie: de groep bestaande uit de laatste gemeenschappelijke voorouder van Oviraptor en Neornithes en al zijn afstammelingen. Rond die tijd werd het duidelijk dat er een veelheid van vormen bestaan had waarvan de onderlinge verwantschap wat onduidelijk is maar die allemaal dichter bij vogels stonden dan bij Ornithomimus. Chure herstelde daarom in 2001 Gauthiers oude definitie in ere en Maryánska gaf in 2002 een exacte definitie: de groep omvattende de huismus Passer domesticus en alle soorten dichter bij Passer dan bij Ornithomimus velox. Sereno prefereerde in 2005 als verankering de beter bekende O. edmontonicus.
Tot deze groep behoren, behalve alle vogels, vermoedelijk (maar niet per definitie) de Dromaeosauridae en Troodontidae (samen met de vogels wellicht de Eumaniraptora vormend), de Oviraptorosauria, de Therizinosauria en de Alvarezsauridae. Hun precieze onderlinge verwantschap is echter een van de meest omstreden onderwerpen van de recente paleontologie, mede door de relatie met de oorsprong van de vogels. Hoogstvermoedelijk waren alle leden van de groep warmbloedig en bevederd. Er bestaat een theorie dat ze alle afstammen van een vliegende, of althans zwevende, voorouder. De oudst bekende Maniraptor is nog steeds de oervogel Archaeopteryx uit het Late Jura.